# Bella Vista (Cobija)
Bella Vista ist eine Ortschaft im Departamento Pando im Tiefland des südamerikanischen Anden-Staates Bolivien.

## Lage im Nahraum
Bella Vista ist drittgrößte Ortschaft im Municipio Cobija in der Provinz Nicolás Suárez und liegt auf einer Höhe von 258 m. Bella Vista ist die erste selbständige Gemeinde südlich der Stadt Cobija auf dem Weg nach Porvenir und liegt nur zwei Kilometer westlich der Grenze zu Brasilien.

## Geographie
Bella Vista liegt im bolivianischen Teil des Amazonasbeckens, nordöstlich vorgelagert den Ausläufern der peruanischen Cordillera Oriental im tropischen Regenklima der Äquatorialzone.
Die Temperaturschwankungen sind niedrig, sowohl im Tagesverlauf als auch im Jahresverlauf. Die Jahresdurchschnittstemperatur liegt bei 25 °C. Die Luftfeuchtigkeit ist hoch, so dass es über weite Teile des Jahres immer wieder zu Starkregen kommt. Der Jahresniederschlag von rund 1750 mm liegt um mehr als das Doppelte über den Niederschlägen in Mitteleuropa. Nur die Monate Juni bis August sind durch eine Trockenzeit geprägt, in der die geringen Niederschläge rasch verdunsten.

## Verkehrsnetz
Bella Vista liegt in einer Entfernung von wenigen Straßenkilometern südlich von Cobija, der Hauptstadt des gleichnamigen Departamentos.
Vom Nordrand von Cobija führt die asphaltierte Nationalstraße Ruta 13 in südlicher Richtung und erreicht Bella Vista nach acht Kilometern. Von dort führt sie weiter in südlicher Richtung über die Nachbargemeinde Villa Busch nach Porvenir, und von hier aus weiter in östlicher Richtung über weitere 337 Kilometer bis El Triangulo im Departamento Beni, wo sie auf die nord-südlich verlaufende Ruta 8 von Guayaramerín nach Rurrenabaque trifft.

## Bevölkerung
Die Einwohnerzahl des Ortes ist im vergangenen Jahrzehnt rasant angestiegen:
| Jahr | Einwohner   | Quelle       |
| ---- | ----------- | ------------ |
| 1992 | keine Daten | Volkszählung |
| 2001 | 47          | Volkszählung |
| 2012 | 624         | Volkszählung |
| 2024 |             | Volkszählung |